# ديفيد فينزيل
ديفيد فينزيل (بالإنجليزية: David Wenzel)‏ هو فنان قصص مصورة ورسام توضيحي ومصمم جرافيك أمريكي، ولد في 22 نوفمبر 1950.

## وصلات خارجية
- الموقع الرسمي